# Pleganophorus bispinosus
Pleganophorus bispinosus là một loài bọ cánh cứng trong họ Endomychidae. Loài này được Hampe miêu tả khoa học năm 1855.